# Gare de Paimpol
La gare de Paimpol est une gare ferroviaire française de la ligne de Guingamp à Paimpol, située au quartier de la gare à proximité du centre-ville de Paimpol, dans le département des Côtes-d'Armor en région Bretagne.
Elle est mise en service en 1894 par la Société générale des chemins de fer économiques qui exploite le réseau breton en affermage pour la Compagnie des chemins de fer de l'Ouest. C'est une gare de la Société nationale des chemins de fer français (SNCF), desservie par des trains express régionaux de Bretagne (TER Bretagne). Cette ligne, et donc la gare, présente la particularité, d'être exploitée en affermage par la société des Chemins de fer et transport automobile (CFTA). Elle est en saison l'une des gares terminus, avec Pontrieux du train touristique, La Vapeur du Trieux.

## Situation ferroviaire
Établie à 7 m d'altitude, la gare de Paimpol est située au point kilométrique (PK) 541,517 de la ligne de Guingamp à Paimpol, dont elle est la gare terminus située après la gare de Lancerf.

## Histoire
La ligne ouverte le 14 août 1894 est à voie métrique, le bâtiment voyageur comporte un corps central avec un étage et trois ouvertures deux ailes symétriques ne comportent qu'une ouverture en façade. Proche on trouve une remise à machine et un château d'eau. 
En 1924, la ligne commence à ressentir la concurrence routière, afin de faciliter les transferts à Guingamp, il est décidé d'ajouter un troisième rail, comme le permet la loi du 22 juillet 1923, afin de permettre l'arrivée des trains à voie normale, tout en conservant ceux à voie métrique pour garder un lien avec le reste du réseau breton à voie métrique. Cette même année, qui marque l'apogée du développement de la gare, s'ouvrent les lignes, à voie étroite, Tréguier - Paimpol et Plouha - Paimpol des chemins de fer des Côtes-du-Nord qui disposent aussi d'un bâtiment voyageur spécifique.
Depuis 1963 la ligne est exploitée en affermage par la société des Chemins de fer et transport automobile (CFTA).

## Fréquentation
De 2015 à 2023, selon les estimations de la SNCF, la fréquentation annuelle de la gare s'élève aux nombres indiqués dans le tableau ci-dessous.
| Année     | 2015   | 2016   | 2017   | 2018   | 2019   | 2020   | 2021   | 2022   | 2023   |
| --------- | ------ | ------ | ------ | ------ | ------ | ------ | ------ | ------ | ------ |
| Voyageurs | 50 181 | 42 884 | 52 887 | 59 474 | 66 268 | 52 778 | 65 144 | 79 438 | 87 366 |

## Service des voyageurs

### Accueil
Gare SNCF, elle dispose d'un bâtiment voyageurs ouvert tous les jours. Un parking pour les véhicules est aménagé.

### Desserte
La gare est le terminus des TER Bretagne de la ligne 25 Guingamp - Paimpol, et en saison gare de départ et d'arrivée du train touristique La Vapeur du Trieux. 

## Galerie

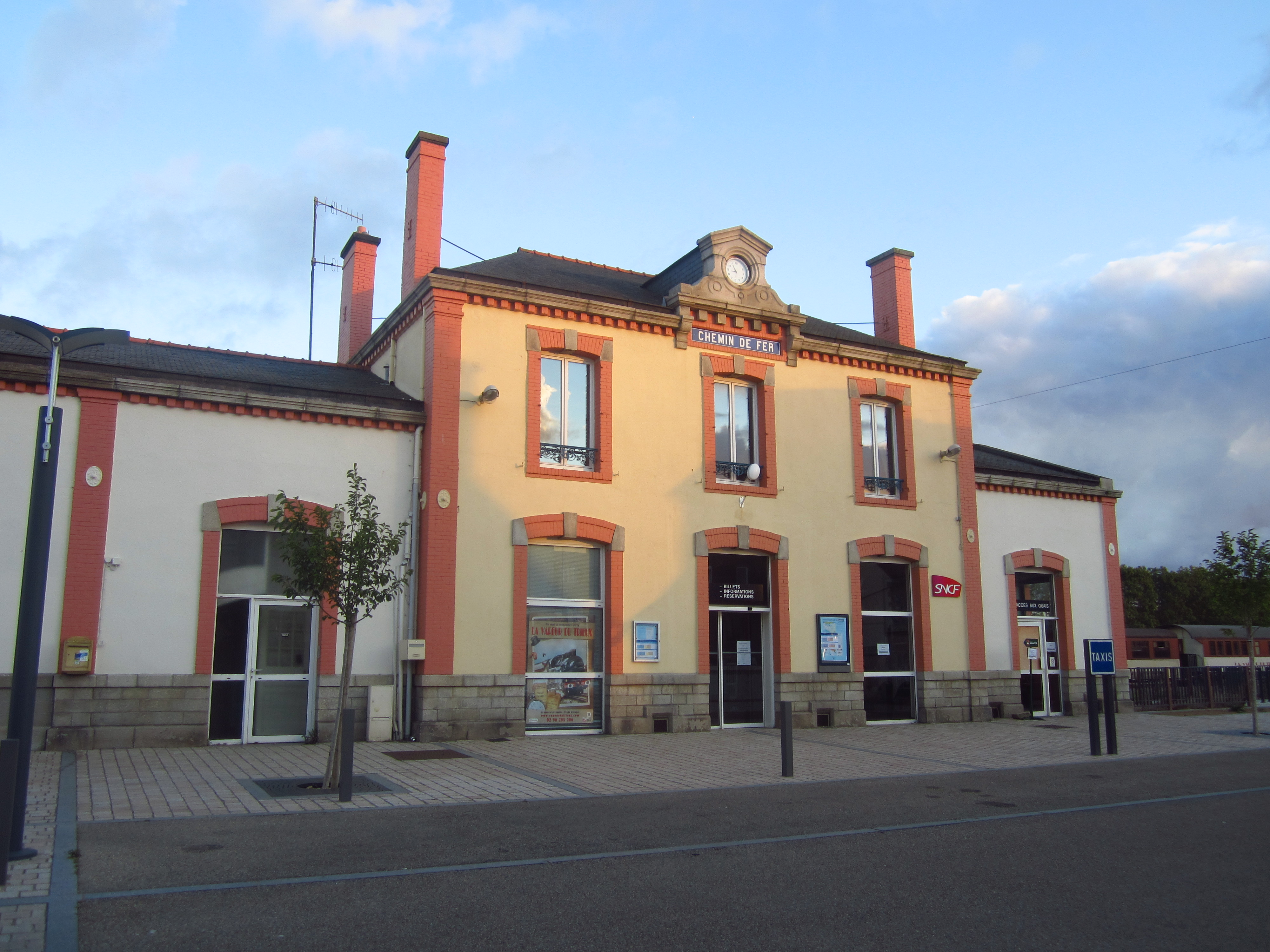
La façade extérieure du bâtiment voyageurs en 2014
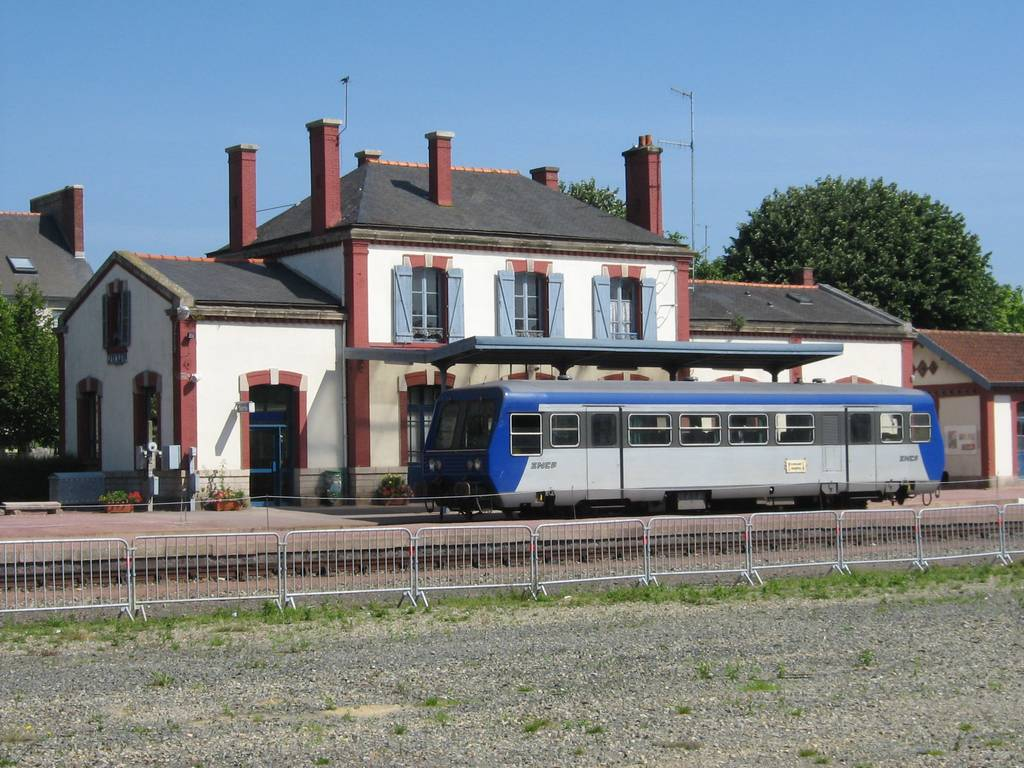
Quai et train devant le bâtiment voyageurs
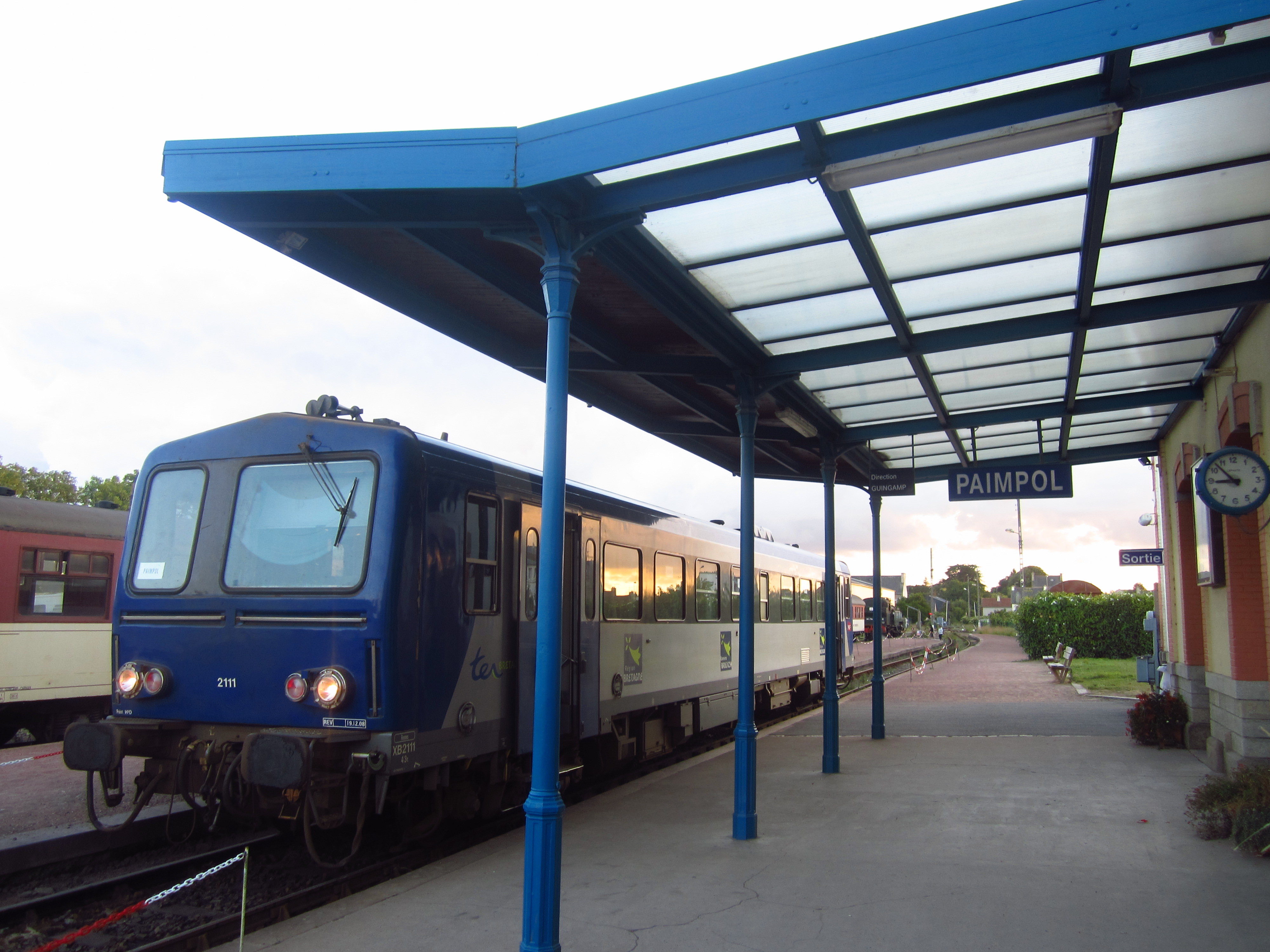
Quai et train devant le bâtiment voyageurs